# Ophiuche fufialis
Ophiuche fufialis là một loài bướm đêm trong họ Erebidae.